# Brasão de armas da Geórgia

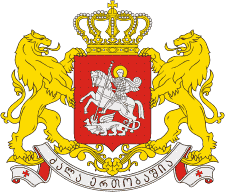
Brasão de armas da Geórgia

O brasão de armas da Geórgia foi adotado em 1 de outubro de 2004. É parcialmente baseado no brasão medieval da casa real dos Bagrationi da Geórgia.
Há dois leões rampantes como suportes. Eles seguram um escudo com a imagem de São Jorge, o santo padroeiro da Geórgia, matando o serpente. O escudo possui a coroa real da Geórgia em sua parte superior.

Lema: Força na Unidade (Dzala Ertobashia, escrito em caracteres Mkhedruli do alfabeto georgiano, ძალა ერთობაშია).

## Antigos brasões de armas

Antigo brasão de armas da Geórgia, 1918-1921, 1991-2004

Brasão de armas da Geórgia Soviética

Este brasão de armas foi usado pela República Democrática da Geórgia durante toda sua existência, de 1918-1921. Restaurada em 1991, foi substituído pelo brasão atual em 2004.